# Distylium
Genre
Classification phylogénétique
Distylium est un genre de 18 espèces d'arbres et d'arbustes à feuilles persistantes, de la famille des Hamamelidaceae, originaire de l'est et du sud-est de l'Asie.
Les feuilles sont alternes, obovales ou ovales à lancéolées, coriaces, et de couleur vert foncé.
Les fleurs, apétales, mâles et bisexuées sont groupées en épis ou en grappes axillaires.
Distylium peut supporter de faibles gelées. Il est préférable de le planter à l'ombre et à l'abri des vents forts froids et desséchants. Une taille ne se fera que si elle est nécessaire.
La multiplication se fait par semis dès la maturité des graines, ou par boutures semi-ligneuses en été.

## Quelques espèces
- Distylium buxifolium - Chine
- Distylium chinense - Chine
- Distylium chungii - Chine
- Distylium cuspidatum - Chine
- Distylium dunnianum - Chine
- Distylium elaeagnoides - Chine
- Distylium gracile - Chine
- Distylium macrophyllum - Chine
- Distylium myricoides - Chine
- Distylium pingpienense - Chine
- Distylium racemosum - espèce arborescente atteignant 20 m; Chine, Corée, Japon (îles Ryukyu), Taïwan
- Distylium tsiangii - Chine